# Rudolf Elsener
Rudolf Elsener (Zurigo, 18 febbraio 1953) è un ex calciatore svizzero, di ruolo attaccante.

## Palmarès

### Club
- Campionato svizzero: 3

Grasshoppers: 1970-1971, 1977-1978
Zurigo: 1980-1981
- Coppa di Lega svizzera: 3

Grasshoppers: 1973, 1974-1975
Zurigo: 1980-1981

### Individuale
- Calciatore svizzero dell'anno: 1

1978